# Riitasaari (ö i Norra Österbotten)
Riitasaari är en ö i Finland.   Den ligger i den ekonomiska regionen  Uleåborgs ekonomiska region  och landskapet Norra Österbotten, i den centrala delen av landet, 500 km norr om huvudstaden Helsingfors. Arean är 0,37 kvadratkilometer.
Terrängen på Riitasaari är mycket platt. Den sträcker sig 0,7 kilometer i nord-sydlig riktning, och 0,8 kilometer i öst-västlig riktning.  Trakten runt Riitasaari består till största delen av jordbruksmark.